# Os Altruístas
Os Altruístas, é uma peça teatral do gênero tragicomédia com texto de Nicky Silver, direção de Guilherme Weber. Com Mariana Ximenes, Kiko Mascarenhas, Jonathan Haagensen, Miguel Thiré e Stella Rabello no elenco.
  A peça de início foi encenada entre 16 de setembro a 18 de dezembro de 2011, no Teatro Augusta, em São Paulo. Depois passou pelo Rio de Janeiro e Porto Alegre, encerrando em abril de 2012.

## Sinopse
Sydney (Mariana Ximenes) é uma estrela de novela à beira de um ataque de nervos. Tão famosa quanto desequilibrada, ela comete uma atitude extrema depois de conviver e sustentar, por algum tempo, um grupo de jovens engajados nas mais variadas causas sociais, todos amigos de seu namorado. Intensa, politicamente incorreta, Sydney vive com um grupo de jovens radicais, que dividem o seus dias entre passeatas, discussões e manifestações. Namora Tony (Miguel Thiré), e seu irmão Ronald (Kiko Mascarenhas) é homossexual que acaba de se apaixonar perdidamente pelo michê Lance (Jonathan Haagensen).

## Elenco
- Mariana Ximenes como  Sydney
- Miguel Thiré como Tony
- Kiko Mascarenhas como  Ronald
- Stella Rabello como Vivian
- Jonathan Haagensen como Lance